# Danny Faure
Danny Faure (ur. 8 maja 1962 w Kilembe w Ugandzie) – seszelski polityk, od 2016 do 2020 prezydent Seszeli.

## Życiorys
Urodził się w 8 maja 1962 roku w Kilembe w Ugandzie w rodzinie seszelskiej. Swoją karierę polityczną związał z Partią Ludową.
Pełnił funkcje ministerialne. Od czerwca 2010 roku był wiceprezydentem kraju.
16 października 2016 Faure objął urząd prezydenta Seszeli, zastępując na stanowisku Jamesa Michela, również polityka Partii Ludowej. W wyborach prezydenckich w 2020 roku pokonał go kandydat opozycji Wavel Ramkalawan.